# Леонов, Георгий Алексеевич
Георгий Алексеевич Леонов — советский хозяйственный деятель, Герой Социалистического Труда.

## Биография
Родился в 1914 году на территории современной Орловской области. Член КПСС.
Участник Великой Отечественной войны
В 1944—1961 — тракторист, тракторист-машинист, в 1961—1974 — начальник механизированного отряда
совхоза имени Ленина Фёдоровского района Кустанайской области.
Указом Президиума Верховного Совета СССР от 22 марта 1966 года присвоено звание Героя Социалистического Труда с вручением ордена Ленина и золотой медали «Серп и Молот».
Делегат XXII съезда КПСС.
Умер после 1985 года в Фёдоровке.

## Награды и звания
- Герой Социалистического Труда (23.06.1966)
- Орден Ленина (23.06.1966)
- Орден Отечественной войны II степени (06.04.1985)